# Estacions d'art del Metro de Nàpols

Mapa de la Línia 1 del Metro de Nàpols

Les estacions d'art són un complex artístic-funcional, format per quinze parades del metro de Nàpols, en el qual s'ha posat una atenció especial a fer les sales estèticament belles, còmodes i eficients. L'objectiu principal és combinar l'ús del transport públic amb l'exposició dels usuaris a l'art contemporani, per tal de potenciar el seu coneixement i difusió. La finalitat secundària és reurbanitzar grans àrees del teixit urbà i actuar com a motor de la construcció de nous edificis que assumeixen el paper de focus de la ciutat de Nàpols.

## Història

### Preàmbul: Línia 1
La llarga història de la línia 1, anomenada originalment el "subterrani muntanyós", es remunta a l'any 1963, quan es va proposar un enllaç ferroviari entre el Vomero i el centre de la ciutat, ja que els tres funiculars ja no podien cobrir la demanda.

### Les estacions d'art i la "revolució artística napolitana"
L'any 2001 s'inauguraran les primeres estacions d'art: Quattro Giornate, Salvator Rosa i Museo. En els dos anys següents se n'afegiran tres més al circuit artístic: Dante, Materdei i Rione Alto, que va ser totalment renovat amb motiu de l'obertura de la segona sortida.
A partir del 2005, però, es va inaugurar les estacions Università, Municipio, Garibaldi i Toledo, la posada en marxa de la línia 6 (i les seves quatre estacions, totes formant part del circuit de les estacions d'art) i el restyling de l'aeroport per part de Vanvitelli, on l'arquitecte Capobianco va intervenir reformant les grans sales perquè poguessin contenir les obres d'art d'altres autors contemporanis.

## Tècniques

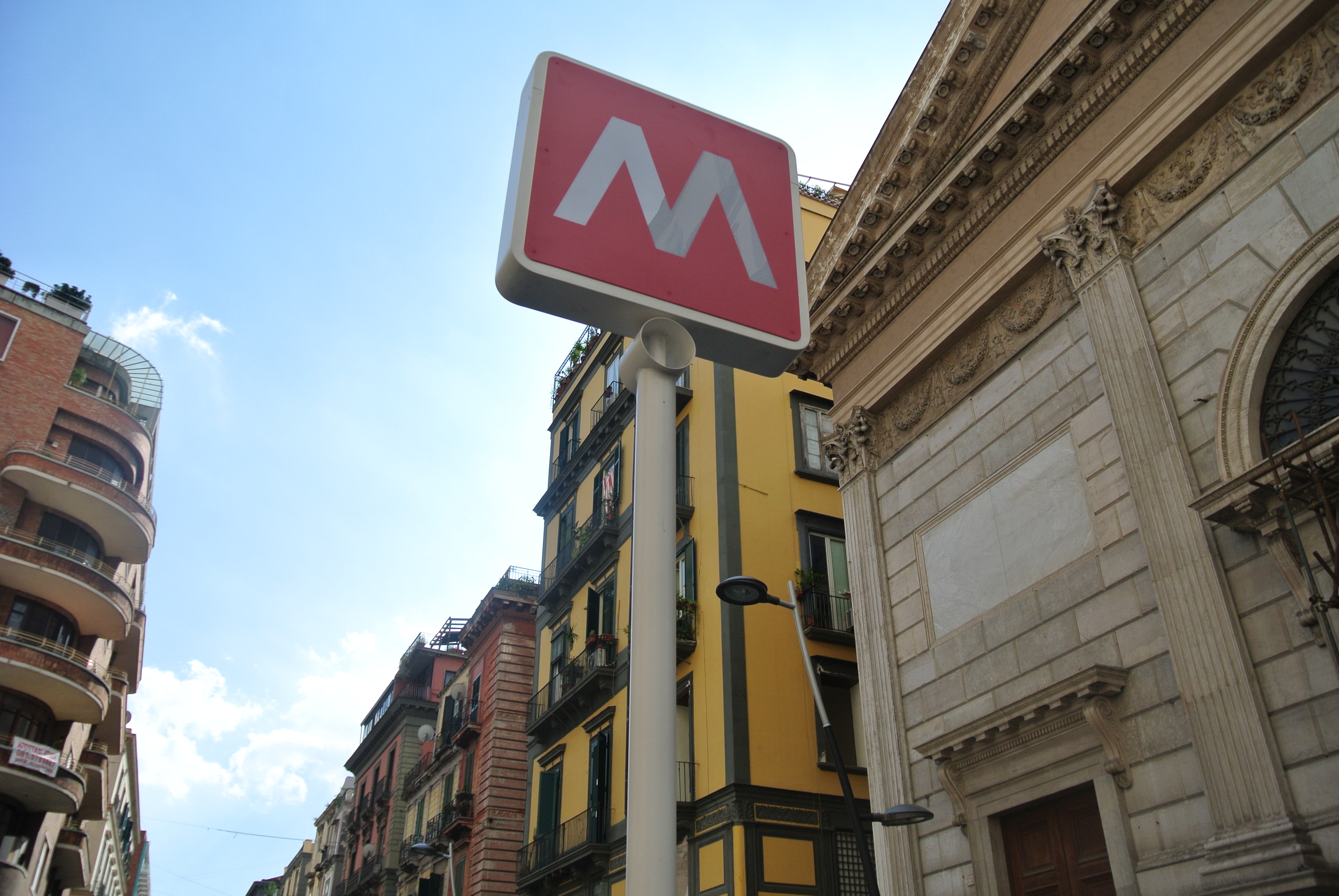
La senyalització a les estacions d'art és clara i ordenada. A la foto, l'estació de Toledo, amb l'església de Santa Maria delle Grazie a Toledo a la dreta.

### Comunicació
La senyalització és clara i ordenada, de manera que els usuaris es puguin desplaçar de manera autònoma dins de l'estació, aprofitant al màxim tots els serveis que ofereix l'estructura.
El material informatiu s'exhibeix segons un projecte precís que integra dinàmicament obres d'art, senyalització i espai arquitectònic.

### Qualitat i comoditat
L'aspecte agradable de les estacions està garantit per uns nivells notables de qualitat arquitectònica, juntament amb la reurbanització de les zones veïnes.
A l'interior de les parades hi ha obres que protegeixen la neteja i el confort ambiental; aquest últim en particular requereix un estàndard de qualitat reconegut només a través de l'elecció de sistemes que donen lloc a un ambient elegant, còmode, net, confortable i modern.
Això també és útil per animar els usuaris a adoptar comportaments correctes.

### Materials
L'espacialitat produïda per l'estructura té una importància important a les estacions; en aquest context, la qualitat del material és determinant.

### Estructura

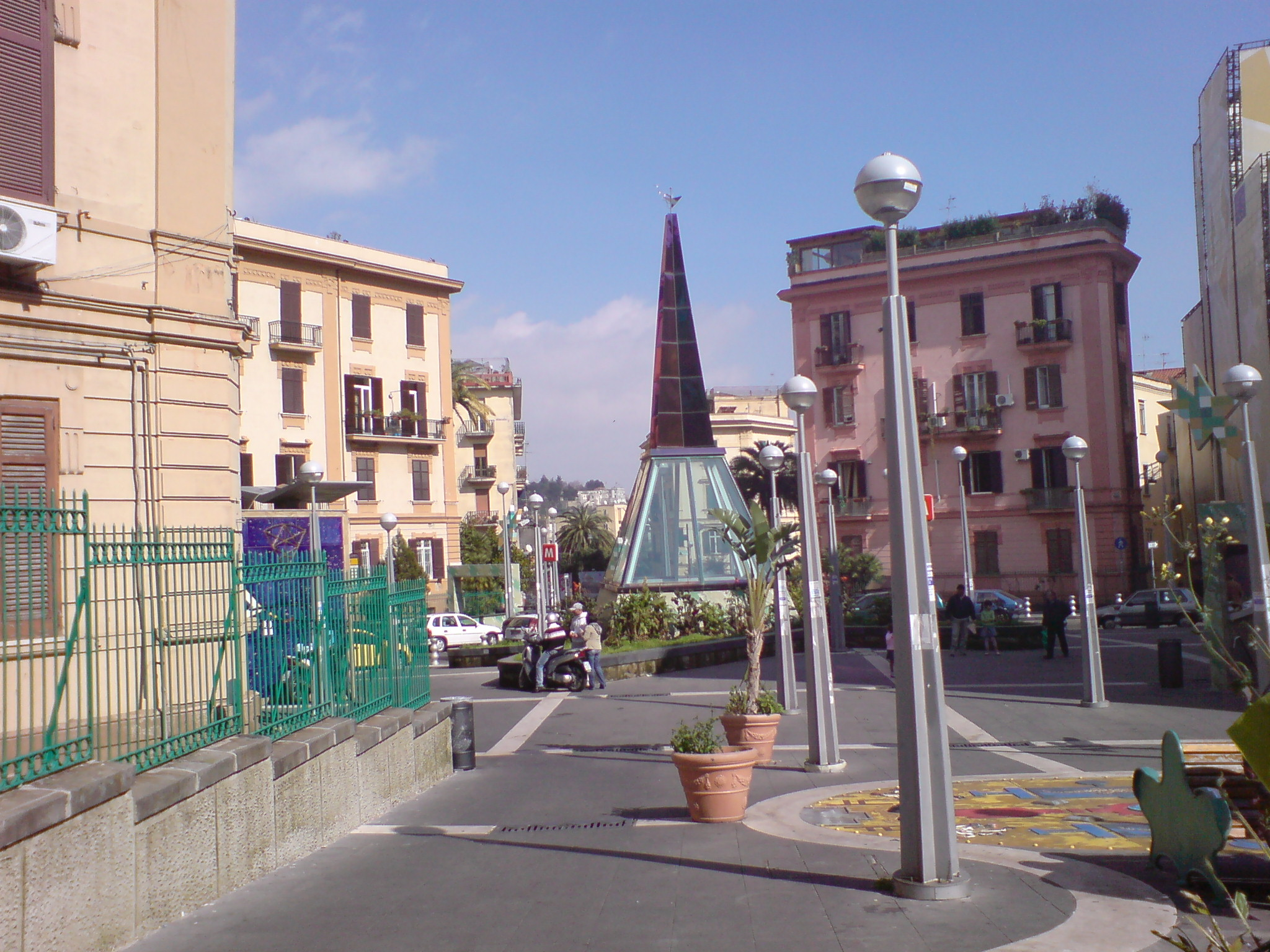
Una renovada Piazza Scipione Ammirato, a Materdei, després de les excavacions que la van implicar

En general, les estacions d'art estan dissenyades segons unes normes tècniques precises, que preveuen la presència de tres cossos funcionals formats pels bancs, l'entresolat i les sales tècniques.

### Il·luminació
La llum és capaç de donar expressivitat plàstica a les funcions individuals i també representa un enriquiment respecte al mínim necessari per satisfer les necessitats úniques.

### Seguretat
Es presta molta atenció a la seguretat de les infraestructures; de fet, es garanteix la seguretat dels viatgers i del personal així com la dels sistemes i zones contigües davant d'incendis i altres desastres.

## Estacions

### Línia 1

#### Garibaldi

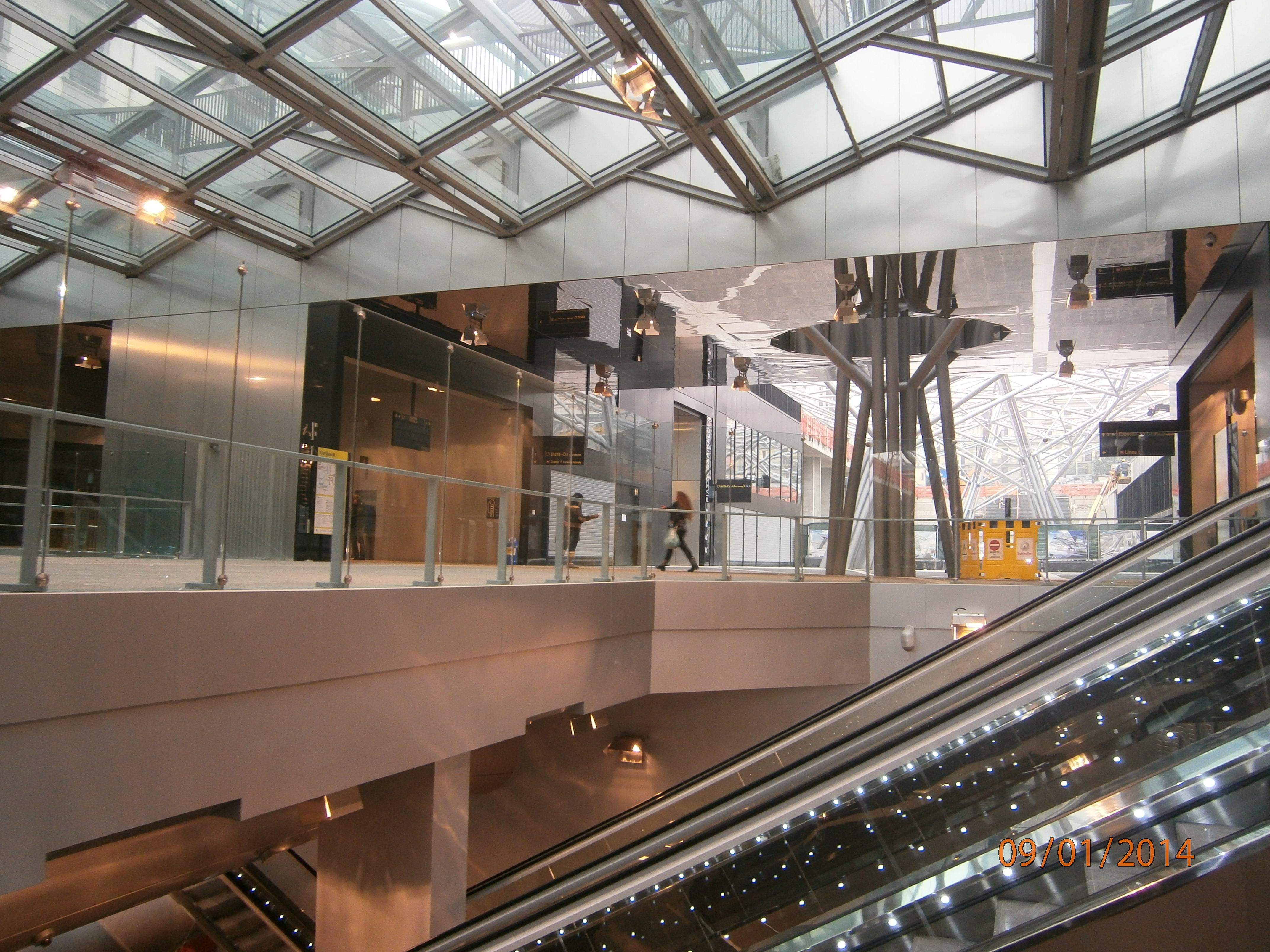
Interior de l'estació Garibaldi, a l'inici de l'entrellaçament de les escales mecàniques

L'estació de Garibaldi, que va sortir del llapis de l'arquitecte francès Dominique Perrault, dona servei a la zona ferroviària de la ciutat i als barris de Duchesca i Vasto.
L'estació s'estructura com un entorn únic i lluminós travessat per les espectaculars interseccions de les escales mecàniques "suspeses" i la coberta de vidre transparent, que permet que la llum natural arribi gairebé al nivell de l'andana, a uns 40 metres de profunditat.
Els bancs estan, en canvi, inspirats en el Metro de Londres; cal destacar l'opció de mantenir les canonades a la vista i de cobrir les parets amb rajoles d'efecte diamant.

#### Universitat
L'estació Università, dissenyada pels arquitectes Karim Rashid i Alessandro Mendini, va ser inaugurada el 26 de març del 2011 ; ubicada trenta metres per sota del nivell del carrer, també dona servei a la piazza Giovanni Bovio i al corso Umberto I.

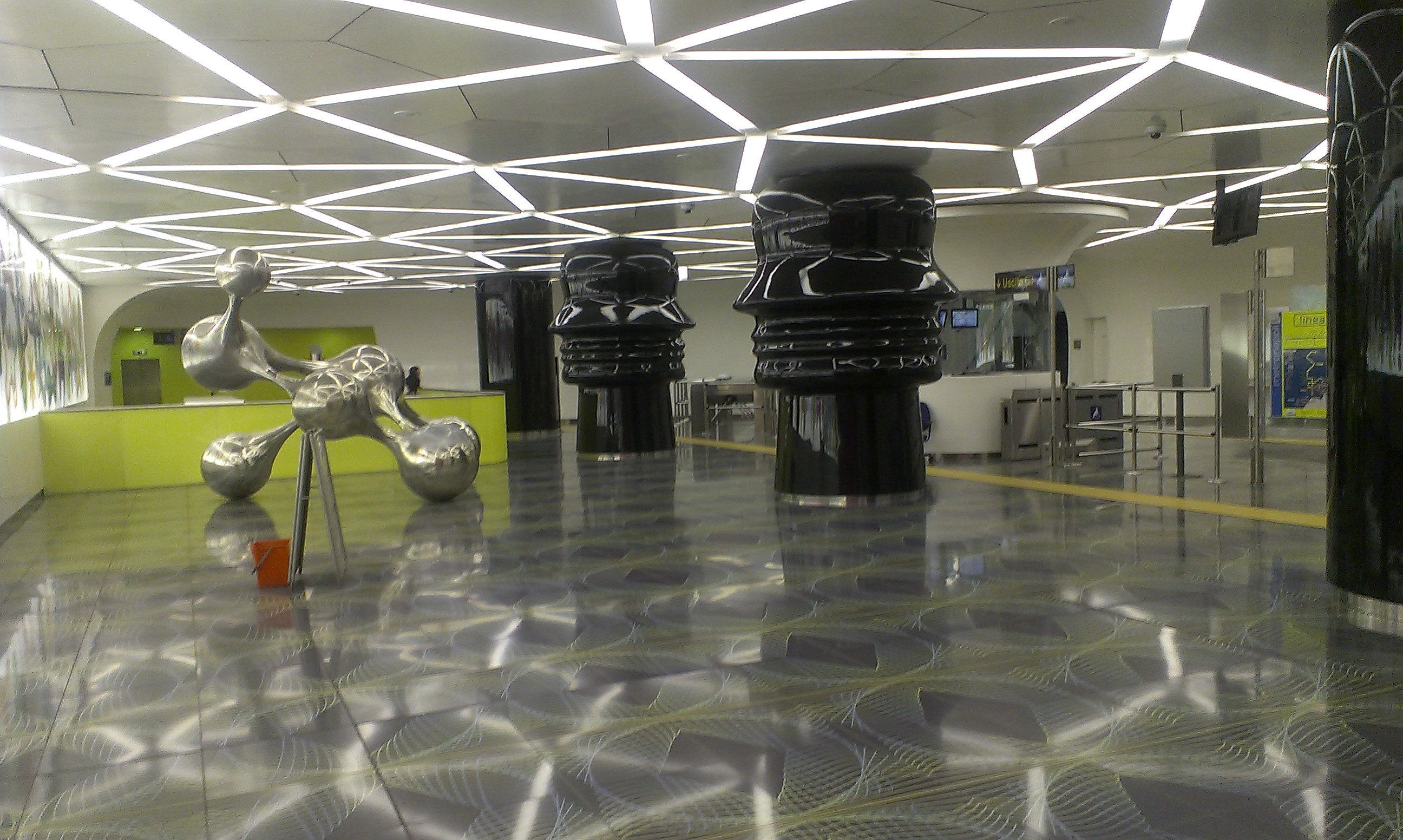
Vestíbul de l'estació Università. Es veuen els dos pilars negres, que prenen el nom de Conversational profile, el panell 3D Ikon i l'escultura d'acer Synapsi.

#### Municipio

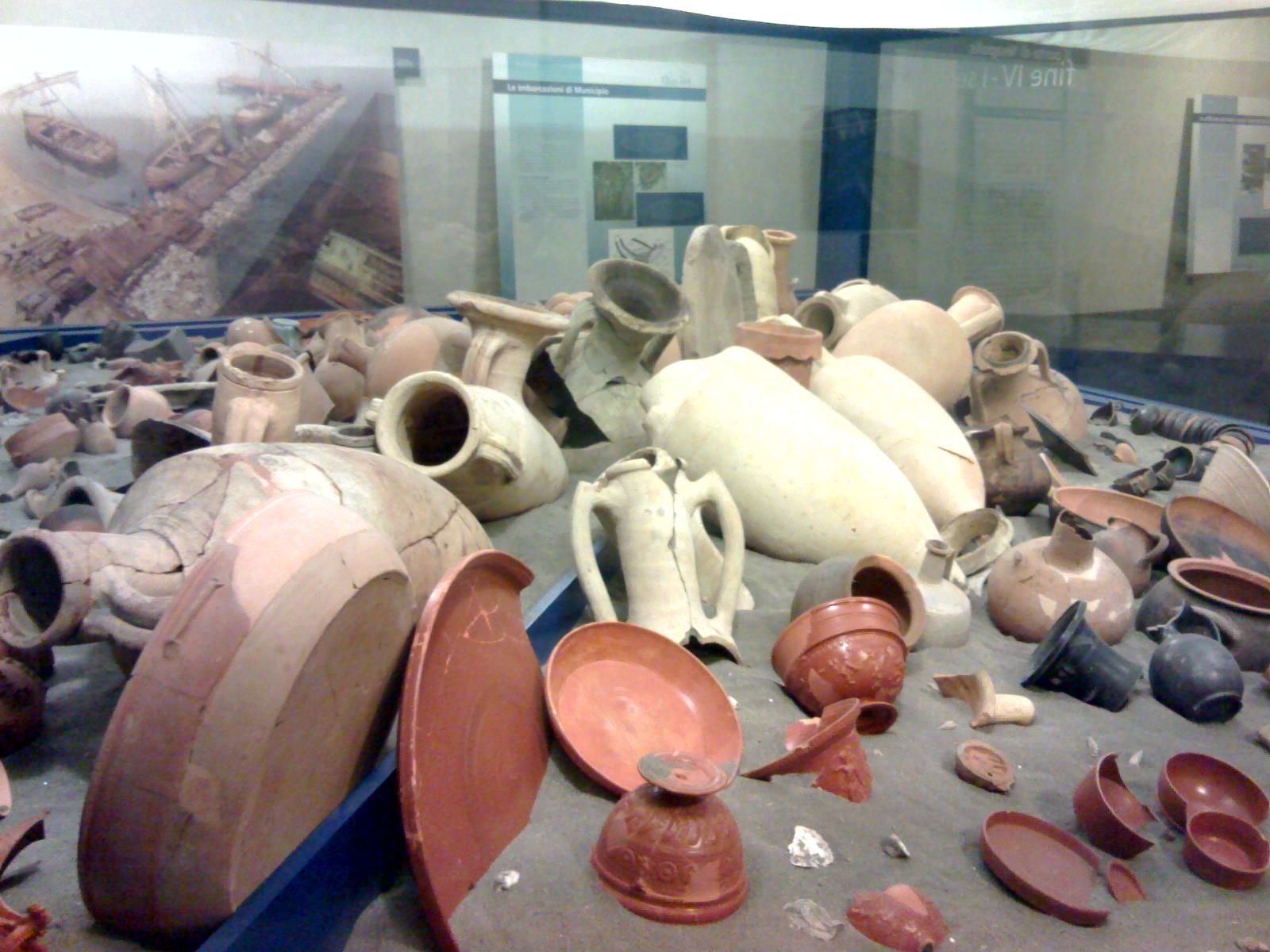
Alguns artefactes trobats durant les excavacions de l'estació del Municipio, exposats a l'estació de Neapolis

L'estació de Municipio, dissenyada pels arquitectes Àlvaro Siza i Eduardo Souto de Moura, dona servei a les zones de la Piazza del Plebiscito, els barris espanyol i Beverello, amb els principals punts d'embarcament turístic al port de Nàpols.

#### Toledo

##### Entrada principal de l'estació
| «               | Si scende in fondo al mare, per attraversare la città su un binario d'acciaio. | » |
| — la Repubblica |                                                                                |   |

<< Baixem al fons del mar, per travessar la ciutat per una pista d'acer.>>
L'estació de Toledo va ser dissenyada pel dissenyador espanyol Óscar Tusquets Blanca i es va inaugurar el 17 de setembre del 2012. També va ser dissenyat per donar servei al carrer del mateix nom, al barri de la Caritat i als barris espanyols.

##### Sortida de Montecalvario
A la sortida de Montecalvario, és a dir, el túnel subterrani que uneix l'estació amb els Barris Espanyols (inaugurat el 18 de setembre de 2013), també hi ha nombroses obres d'art.
El més escenogràfic de tots és sens dubte Razza human, un llarg collage d'Oliviero Toscani compost per més de 1600 plans, on es barregen primers plans amb figures completes, rostres coneguts (com el de Giannegidio Silva, president de Metronapoli, o del mateix Toscani) així com gent comuna, napolitans i estrangers.

#### Dante
L'estació de Dante, dissenyada per Gae Aulenti, es troba sota la plaça homònima i va ser oberta al públic el 27 de març del 2002.
L'accés a l'estació, d'acer i vidre transparent, és visible des de cada costat de l'hemicicle.

#### Museo (Piazza Cavour)

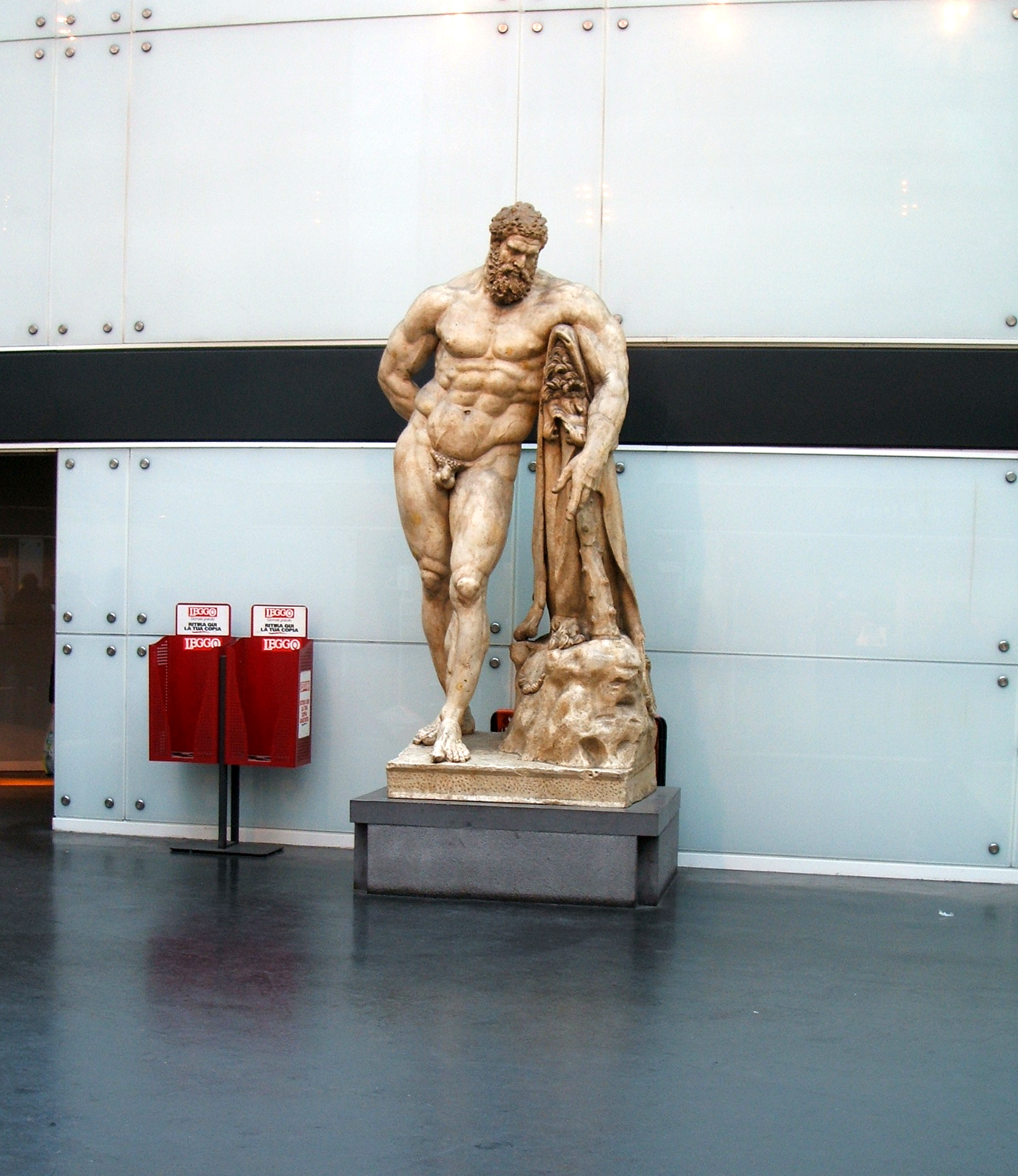
Reproducció de l'Hèrcules Farnese, exposada al vestíbul de l'estació Museo

L'estació del Museo (connectada per una plataforma mòbil amb la de Piazza Cavour), va ser construïda sobre un projecte de Gae Aulenti, i es va inaugurar l'abril del 2001.
L'estació sembla una sèrie d'edificis en vermell pompeià i pedra vesuviana que recorden, amb els colors i els materials, el Museu Arqueològic Nacional (que es troba a pocs metres). Els interiors, com els de l'anterior estació de Dante, estan construïts en vidre blanc i acer.

#### Materdei
L'estació de Materdei, inaugurada l'any 2003, va ser dissenyada per Alessandro Mendini i està situada a la Piazza Scipione Ammirato, al districte homònim, prop de l'Arenella.
El vestíbul de l'estació, il·luminat pel pinacle de vidre i acer de colors (que, en forma i mida, s'assembla molt a l'agulla de l'estació de Salvator Rosa), presenta colors que van del blau al verd.
La base del pinacle està coberta amb un mosaic de Sandro Chia; les parets, en canvi, tenen sòlids geomètrics tridimensionals creats per Ettore Spalletti.

#### Salvator Rosa
L'estació de Salvator Rosa, en funcionament des de l'any 2001, va ser dissenyada per Alessandro Mendini.
El conjunt, eclèctic i cobert de marbre daurat, reprèn amb la seva forma el proper pont romà; també té una agulla de vidre de colors i acer.
A continuació es troba l'edifici on es va allotjar Giovanni Capurro (autor de la cançó 'O sole mio), decorat amb pancartes de colors i una pluja de raigs ambre (produït per Mimmo Paladino).

#### Quattro Giornate

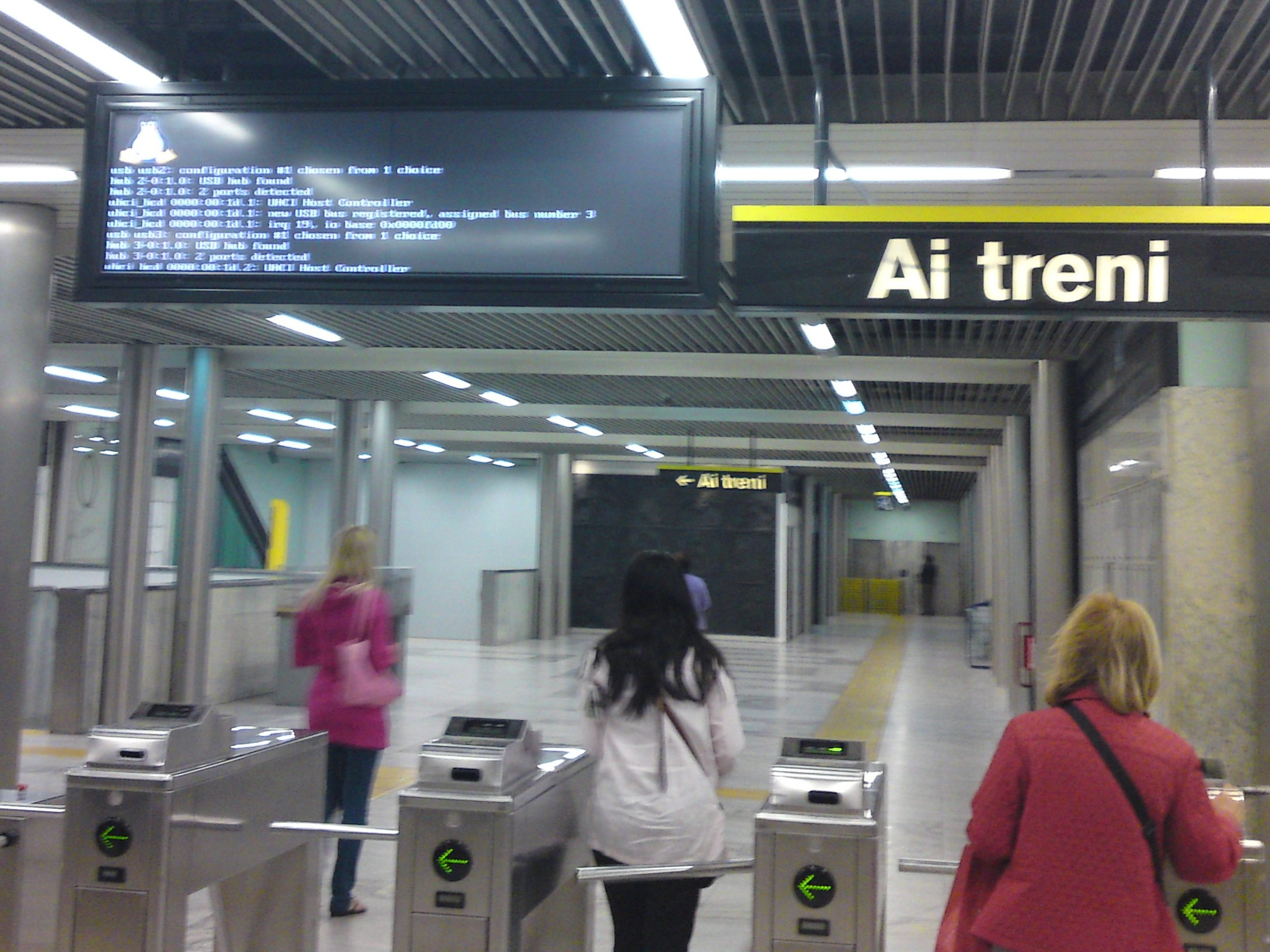
Vestíbul de l'estació Quattro Giornate

L'estació Quattro Giornate, inaugurada l'any 2001 a partir d'un projecte arquitectònic de Domenico Orlacchio, va ser concebuda per donar servei a la plaça homònima, l'estadi Arturo Necklace i la part occidental de Vomero.
Els jardins de l'estació acullen tres escultures: l'escultura d'acer corten en forma de V de Renato Barisani i les dues estàtues de bronze d'atletes de Lydia Cottone.

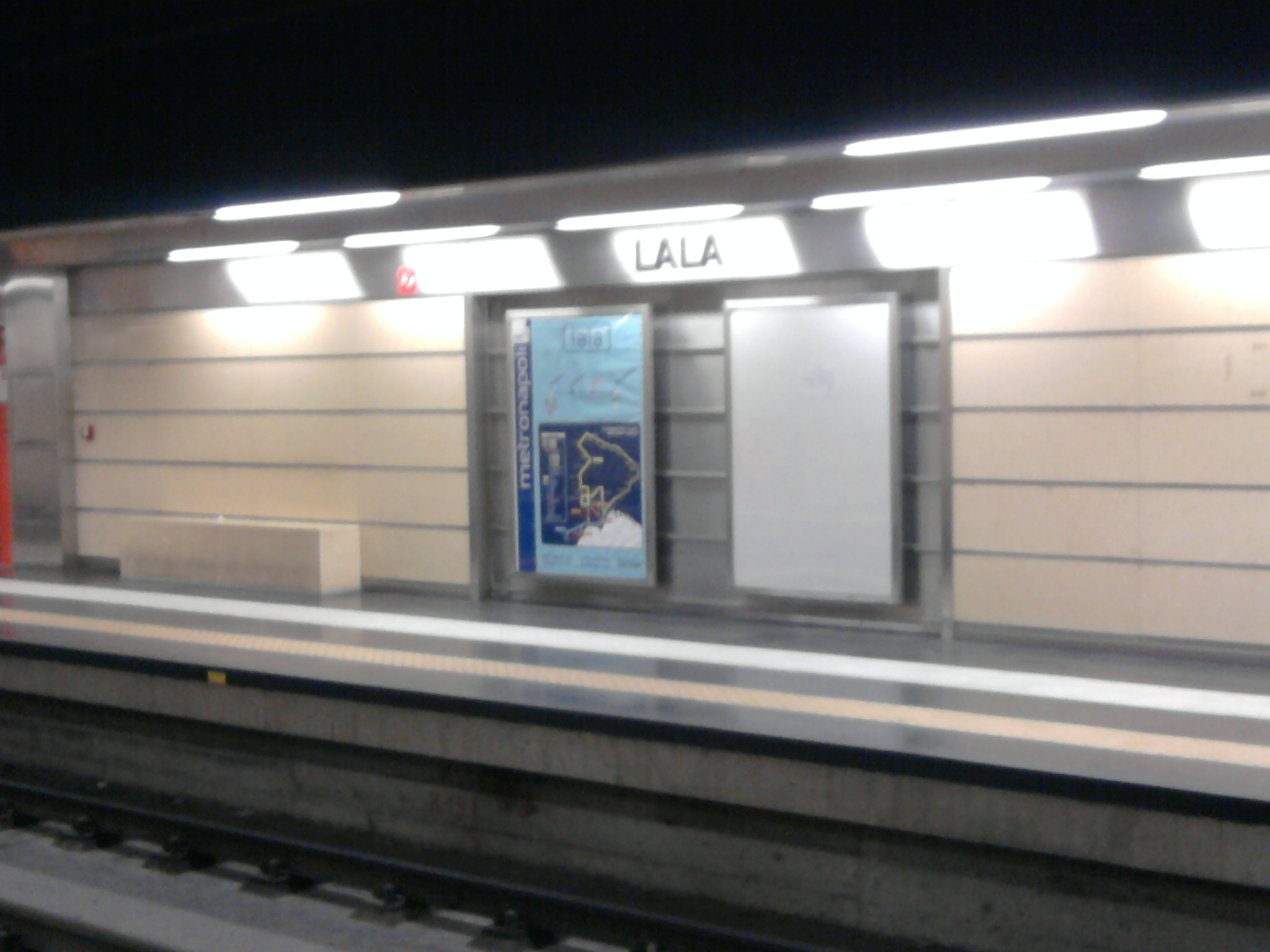
Estació de Lala

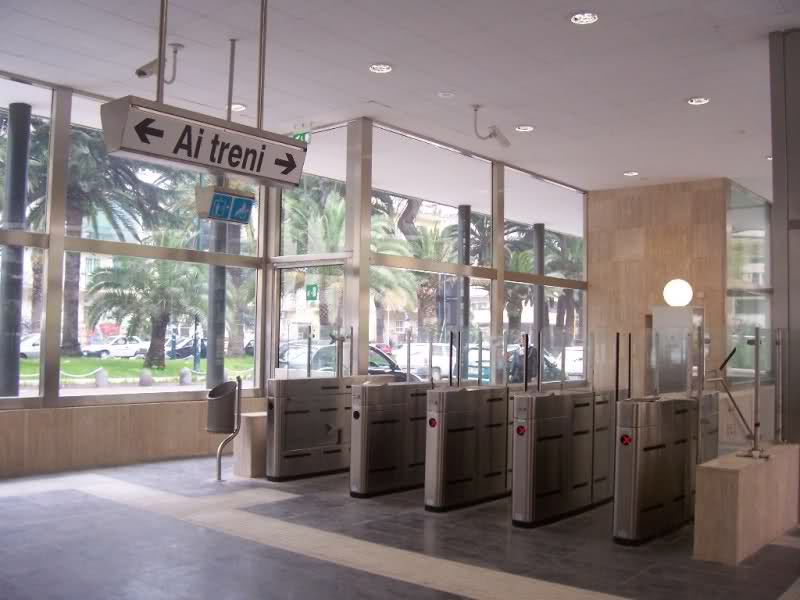
Terra de torniquets de l'estació dAugusto

#### Vanvitelli
L'estació, inaugurada l'any 1993 per projecte de Michele Capobianco, té vistes a la plaça del mateix nom al sud de Vomero.
Les habitacions del complex, lluminoses i ben definides, es caracteritzen per una acurada selecció de colors, que van del blau al lila i del groc al gris.

#### Rione Alto
L'estació de Rione Alto, inaugurada l'any 2002, dona servei al districte del mateix nom i a la part sud de la Zona Hospitalària.
La plaça davant de l'entrada, feta amb cúpules de vidre i metall, s'enriqueix amb una font on hi ha un mosaic d'Achille Cevoli.
A les parets del vestíbul hi ha els dibuixos murals de David Tremlett, fets amb pastel sobre guix.

#### Piscinola
L'estació de Piscinola acull des del 2013 algunes obres de l'artista napolità Felice Pignataro arran d'una petició signada pels ciutadans.

### Línia 6

#### Mergellina
L'estació de Mergellina, oberta al públic el 4 de febrer de 2007, està situada al districte del mateix nom i va ser dissenyada per Studio Protec.
El vestíbul de l'estació, dissenyat per Vittorio Magnago Lampugnani, és una gran sala on hi ha dos mosaics de l'artista Gerhard Merz que cobreixen les parets laterals.

#### Lala
L'estació de Lala, situada al barri de Fuorigrotta, va ser dissenyada per Studio Protec i compleix completament el perímetre circular de la gran homònima.
A l'interior hi ha cinc impressions fotogràfiques produïdes per alguns artistes contemporanis.

#### Augusto
L'estació de Augusto, situat prop de l'avinguda homònima i Largo Veniero, va entrar en servei el 4 de febrer del 2007 i va ser dissenyat per Studio Protec.

#### Mostra
L'estació de Mostra, inaugurada l'any 2007, està situada prop de l'estadi Maradona i de la Mostra d'Oltremare; el disseny de l'estaciço va ser encarregat a Studio Protec.
Al vestíbul d'entrada hi ha instantànies de Gabriele Basilico, en què es realça la blancor arquitectònica de la propera Mostra d'Oltremare.<
La sala principal acull també tres mosaics realitzats per Costantino Buccolieri a partir d'un esbós de Mario Sironi, mentre que el passadís de l'entresol que connecta amb el ferrocarril de Cumana alberga algunes fotografies de Pino Musi.<